# Diastata
Diastata is een geslacht van vliegen uit de familie van de Diastatidae. De wetenschappelijke naam van het geslacht is voor het eerst geldig gepubliceerd in 1830 door Johann Wilhelm Meigen.
De vliegen hebben een langwerpig achterlijf met vijf segmenten. De ogen zijn bijna rond. De vleugels liggen in ruststand bijna evenwijdig op het lijf; ze zijn langer dan het achterlijf.
Diastata vindt men in bossen, moerassen en drasland. Er is nog niet veel bekend over hun levensloop en hun onvolwassen stadia.